# Amanda Foreman
Amanda Foreman (Los Angeles, 15 juli 1966) is een Amerikaans actrice.
Ze is bekend geworden door Felicity in haar rol als Meghan Rotundi, de kamergenoot van Felicity. Daarna had ze gastrollen in Alias, waar ze de NSA-agente Carrie Bowman speelde. Tegenwoordig is ze te zien in de serie What About Brian. De drie series waarin ze meespeelde zijn alle drie geproduceerd door J.J. Abrams.

## Filmografie
- Revolution Summer (2007)
- What About Brian (2006–2007)
- Inland Empire (2006)
- Jam (2006)
- Happy Endings (2005)
- Extreme Dating (2004)
- Alias (2003–2006)
- Six Feet Under (2003)
- Purgatory Flats (2002)
- On the Line (2001)
- Rocket's Red Glare (2000)
- Felicity (1998–2002)
- Breast Men (1997)
- Delivery (1997)
- Sliver (1993)
- The Opposite Sex and How to Live with Them (1993)
- Future Shock (1993)
- Forever Young (1992)
- Live Wire (1992)